# Радужница толстоногая
Радужница толстоногая, или кувшинковая радужница (лат. Donacia crassipes) — вид жуков-листоедов из подсемейства радужниц. Распространён в Европе, Сибири и северном и центральном Казахстане.

## Описание
Имаго длиной 9—13 мм. Верхняя сторона тела фиолетовая, синяя, зелёная, бронзовая или чёрная. Усики и ноги контрастные чёрные с рыжим. Данный вид характеризуется следующими признаками:
- переднеспинка шелковисто-матовая, чуть заметно точечная;
- задние бёдра вершинами достигают до вершин надкрылий;
- у самцов они вздутые к вершине и с двумя зубчиками, а у самок с одним зубчиком перед вершиной внутреннего края;
- вершина каждого из надкрылий выемчатая.

## Экология
Кормятся на листьях кубышки жёлтой, кувшинки белой и кувшинки снежно-белой. Голодный жук сидящий на листе, наклоняет голову внизу и выгрызает в мякоти листа ямки. Через некоторое время весь лист беспорядочно покрывается выгрызанными ямками.